# 周布公平
周布 公平（すふ こうへい、1851年1月7日（嘉永3年12月6日） - 1921年（大正10年）2月15日）は、明治時代日本の政治家・官僚。長門国萩城下（現在の山口県萩市）出身。長州藩士周布政之助（兼翼）の次男・嫡子。周布兼道の父。男爵、貴族院議員。

## 略歴
- 1864年（元治元年9月）：父・周布政之助の自決により家督を継ぐ[1]。
- 1865年：第二次長州征伐にて兄（政之助の長男）の周布藤吾が戦死。
- 1871年-1876年：兵部省から派遣され、ベルギーに滞在[2]
- 1876年（明治9年）：司法少丞[3]
- 1881年（明治14年）：太政官法制部少書記官
- 1881年以降：獨逸学協会（獨協中学校・高等学校の前身獨逸学協会学校の母体）会員
- 1882年（明治15年）3月：長男・兼道が生誕。
- 1889年（明治22年）12月26日-1891年（明治24年）6月15日：第1次山縣内閣内閣書記官長（現官房長官）
- 1890年（明治23年）9月29日：貴族院勅選議員となる[4][5]
- 1891年（明治24年）6月15日-1897年（明治30年）4月7日：兵庫県知事
- 1897年（明治30年）12月6日-1898年（明治31年）11月24日：行政裁判所長官
- 1898年（明治31年）12月24日：錦鶏間祗候に任じられる[6]。
- 1900年（明治33年）6月16日-1912年（明治45年）1月12日：神奈川県知事
- 1908年（明治41年）5月8日：男爵となる[7][8]
- 1910年頃：白耳義会（現日本・ベルギー協会の前身）会長
- 1912年（明治45年）1月9日-1913年（大正2年）7月31日：枢密顧問官
- 1912年（明治45年）1月13日：貴族院議員を辞職[7]
- 1913年（大正2年）8月2日：隠居[9]
- 墓所は青山霊園(1イ1-38)

## 栄典
位階
- 1876年（明治9年）6月27日 - 正七位[10]
- 1890年（明治23年）1月16日 - 従四位[11]
- 1895年（明治28年）2月20日 - 正四位[7][12]
- 1897年（明治30年）5月31日 - 従三位[13]
- 1908年（明治41年）7月10日 - 正三位[14]

勲章等
- 1892年（明治25年）6月29日 - 勲四等瑞宝章[15]
- 1905年（明治38年）6月24日 - 勲二等瑞宝章[7][16]
- 1906年（明治39年）4月1日 - 勲一等旭日大綬章[17]・明治三十七八年従軍記章[18]
- 1915年（大正4年）11月10日 - 大礼記念章（大正）[19]

外国勲章佩用允許
- 1889年（明治22年）8月12日
  - イタリア王国：ラッアーロ勲章コマンドール[20]
  - ベルギー王国：レオポール勲章コマンドール[20]
- 1902年（明治35年）
  - 8月4日 – オーストリア＝ハンガリー帝国：フランソワジョゼフ勲章グランクロワ[21]
  - 9月25日 – プロイセン王国：赤十字第三等記章[21]
- 1903年（明治36年）
  - 3月28日 - フランス共和国：レジオンドヌール勲章コマンドール[22]
  - 3月31日 - ロシア帝国：神聖スタニスラス第一等勲章[22]

## 著作
- 周布公平監修、妻木忠太著『周布政之助傳』上・下、東京大学出版会、1977年。
- 周布公平『白耳義国史』（ベルギーこくし）静養書楼、1877年。
- 『周布公平関係文書』尚友倶楽部史料調査室・松田好史編、「尚友ブックレット」芙蓉書房出版、2015年。